# Махук, Мэри-Эстель
Мэри-Эстель Махук (в девичестве Капалу, англ. Mary-Estelle Mahuk Kapalu; 11 августа 1966, Танна) — вануатская легкоатлетка, специалистка по бегу на короткие дистанции и бегу с барьерами. Выступала за национальную сборную Вануату по лёгкой атлетике на всём протяжении 1980-х и 1990-х годов, многократная чемпионка Южнотихоокеанских игр, победительница чемпионатов Океании, участница трёх летних Олимпийских игр. Считается одной из самых успешных спортсменок в истории Вануату.

## Биография
Мэри-Эстель Капалу родилась 11 августа 1966 года на острове Танна, Вануату.
Впервые заявила о себе в сезоне 1981 года, когда вошла в основной состав национальной сборной Вануату и выступила на Южнотихоокеанских мини-играх на Соломоновых Островах, где заняла в беге на 400 метров четвёртое место. Год спустя представляла страну на Играх Содружества в Брисбене. Ещё через год побывала на Южнотихоокеанских играх в Апиа, откуда привезла награду бронзового достоинства, выигранную на четырёхсотметровой дистанции.
В 1985 году выиграла серебряную медаль в беге на 400 метров на Южнотихоокеанских мини-играх на Островах Кука. В следующем сезоне стартовала на Играх Содружества в Эдинбурге.
После некоторого перерыва в 1991 году Капалу вернулась в основной состав сборной, выступила на чемпионате мира в Токио, завоевала две золотые медали на Южнотихоокеанских играх в Порт-Морсби, где показала лучшие результаты в беге на 400 метров и беге на 400 метров с барьерами.
Благодаря череде удачных выступлений удостоилась права защищать честь страны на летних Олимпийских играх 1992 года в Барселоне — в беге на 400 метров и беге на 400 метров с барьерами показала 38 и 26 результаты соответственно.
В 1993 году в тех же дисциплинах одержала победу на домашних Южнотихоокеанских мини-играх в Порт-Вила, принимала участие в мировом первенстве в Штутгарте.
В 1994 году была лучшей в обеих дисциплинах на чемпионате Океании в Окленде, выступила на Франкофонских играх и Играх Содружества в Виктории.
На Южнотихоокеанских играх 1995 года в Папеэте четыре раза поднималась на пьедестал почёта: получила серебро в беге на 200 метров и эстафете 4 × 400 метров, тогда как в своих основных четырёхсотметровых дисциплинах взяла золото. Выходила на старт чемпионата мира в Гётеборге.
Находясь в числе лидеров легкоатлетической команды Вануату, благополучно прошла отбор на Олимпийские игры 1996 года в Атланте, где в итоге заняла 29 место в беге с барьерами на 400 метров.
В 1998 году выиграла три серебряные медали на чемпионате Океании в Тонга, побывала на Играх Содружества в Куала-Лумпуре.
На Южнотихоокеанских играх 1999 года в Аганье вновь стала призёркой сразу в четырёх женских дисциплинах, в том числе получила две золотые медали, одну серебряную и одну бронзовую. Соревновалась в беге с барьерами на мировом первенстве в Севилье.
В 2000 году завоевала две золотые медали на чемпионате Океании в Аделаиде и отправилась выступать на Олимпийских играх в Сиднее, где на церемонии открытия ей доверили нести знамя своей страны — в итоге она заняла в беге на 400 метров с барьерами 32 место.
После сиднейской Олимпиады Мэри-Эстель ещё в течение некоторого времени оставалась в основном составе национальной сборной Вануату и продолжала принимать участие в крупнейших международных соревнованиях. Так, в 2001 году она успешно выступила на чемпионате Меланезии в Суве, откуда привезла две награды золотого достоинства и одну награду бронзового достоинства.
Впоследствии вышла замуж за гражданина Папуа — Новой Гвинеи Джона Махука и взяла его фамилию. Родила двоих детей: Стефани и Трой. Занималась административной деятельностью в области спорта, в частности принимала активное участие в организации Южнотихоокеанских мини-игр.